# Internet

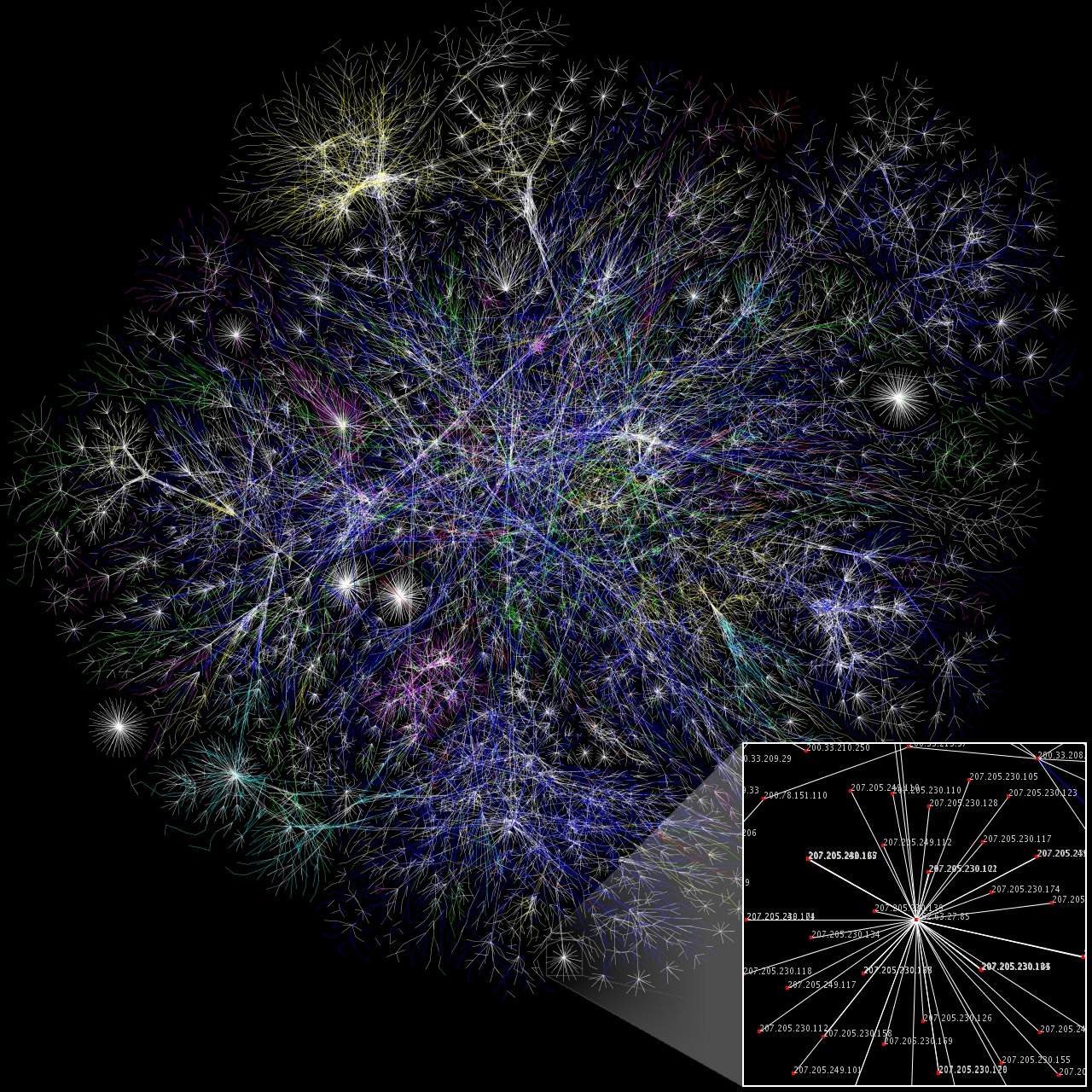
Grafické znázornění části internetu

Internet je celosvětový systém propojených počítačových sítí („síť sítí“), ve kterých mezi sebou počítače komunikují pomocí rodiny protokolů TCP/IP. Používá se ke sdílení a výměně dat a ke komunikaci.
Ke službám poskytovaným prostřednictvím internetu patří World Wide Web zpřístupňující obsah na webových stránkách, internetové vysílání (streaming, podcasting), sociální sítě, výměna zpráv, e-mail (elektronická pošta) nebo konferenční hovory.
Používání internetu se rozšířilo koncem 20. století. V následující dekádě se rozvinuly služby aktivněji zapojující uživatele internetu jako byl web 2.0 nebo sociální sítě a přístup k internetu se postupně stal dostupný pro výrazný zlomek světové populace. Pro druhou dekádu byl charakteristický prudký nárůst přístupu pomocí chytrých telefonů a mobilní datové sítě a počet uživatelů dosáhl poloviny světové populace.
Internet výrazným způsobem zasáhl do řady oblastí lidské společnosti. Zásadně změnil možnosti přístupu k informacím, změnil podobu a úlohu sdělovacích prostředků (médií), způsoby mezilidské komunikace a celý sektor služeb; vytvořil nové ekonomické příležitosti jako např. internetové obchody, ale i nový obor internetové kriminality.

## Charakteristika
Internet jsou volně propojené počítačové sítě, které spojují jeho jednotlivé síťové uzly. Uzlem může být počítač, ale i specializované zařízení (například router). Každý počítač připojený k internetu má v rámci rodiny protokolů TCP/IP svoji IP adresu. Pro snadnější zapamatování se místo IP adres používají doménová jména, například:
www.wikipedia.org
Slovo internet pochází z mezinárodní (původně latinské) předpony inter (česky mezi) a anglického slova network (česky síť). V roce 1974 použil Vint Cerf a Bob Kahn místo dlouhého internetworking zkrácené označení internet v RFC 675 a pozdější RFC dále zkrácené označení používala.
Internet ale není celosvětově plně propojen. Různé státy kladou v propojení omezení (rozdělený internet neboli splinternet). Mezi způsoby rozdělení patří internetová cenzura.

### Orientace na internetu
Většina zajímavých informací je na internetu soustředěna do WWW (webové stránky). Pro usnadnění orientace ve stránkách vznikly specializované služby. Abychom se dostali k informacím, které hledáme, používáme tzv. odkazy. Nejznámějšími službami, které systematicky s odkazy pracují, jsou:
- Internetový katalog – seznam logicky roztříděných odkazů, udržovaný obvykle ručně. Například:
  - Centrum.cz
  - Yahoo! – katalog (obsahuje i vyhledávač)

- Internetový vyhledávač – automatizovaný systém pro hledání podle výskytu zadaných slov. Například:
  - Google
  - Seznam.cz
  - Bing

## Historie

Počet uživatelů internetu na 100 obyvatel v letech 1997 až 2017
rozvinuté státy
světový průměr
rozvojové státy

První vizi počítačové sítě nalezneme v povídce z roku 1946. V únoru 1958 byla založena agentura ARPA (později DARPA, v podstatě grantová agentura pro řešení krátkodobých projektů v malých týmech), která měla po úspěšném vypuštění Sputniku v SSSR zajistit v období studené války obnovení vedoucího technologického postavení USA. Dne 29. října 1969 byla zprovozněna síť ARPANET se 4 uzly, které představovaly univerzitní počítače v různých částech USA. Síť byla decentralizovaná, takže neměla žádné snadno zničitelné centrum a používala pro přenos dat přepojování paketů (data putují v síti po malých samostatných částech, které jsou směrovány do cíle jednotlivými uzly sítě). Od té doby počet připojených počítačů i uživatelů exponenciálně roste.

## Služby v internetu
V rámci internetu mohou uživatelé využívat mnoho služeb. Služby jsou zajišťovány počítačovými programy a programy navzájem komunikují pomocí protokolů. Protokoly jsou obvykle definovány v dokumentech RFC, které nejsou normami, ale spíše doporučeními, která se všichni snaží dodržovat, aby dosáhli bezproblémové komunikace. Dobrovolnost dodržování těchto dokumentů a jejich snaha o jejich naplňování odpovídá podstatě svobodného fungování samotného internetu.
Mezi základní služby internetu patří:
- WWW – systém webových stránek zobrazovaných pomocí webového prohlížeče
  - běžně používá protokol HTTP
  - pro zabezpečený přenos používá protokol HTTPS
- E-mail – elektronická pošta
  - pro přenos zpráv používá protokol SMTP
  - pro komunikaci s poštovními programy používá protokoly POP3, IMAP
- Instant messaging – online (přímá, živá) komunikace mezi uživateli
  - využívá nejrůznější protokoly
  - aplikace se někdy jmenují stejně, jako protokol (ICQ, Jabber, …)
- VoIP – telefonování pomocí internetu
  - SIP
  - Skype – proprietární protokol
- FTP – přenos souborů
  - služba se jmenuje stejně jako protokol
- DNS – domény (systém jmen počítačů pro snadnější zapamatování)
  - využívá stejnojmenný protokol
- sdílení souborů
  - NFS, GFS, AFS, …
  - protokol SMB – sdílení v sítích s Microsoft Windows
- připojení ke vzdálenému počítači
  - Telnet – klasický textový terminálový přístup
  - SSH – zabezpečená náhrada protokolu telnet
  - VNC – připojení ke grafickému uživatelskému prostředí
  - RDP – připojení ke grafickému uživatelskému prostředí v Microsoft Windows (proprietární protokol)
- služební protokoly
  - DHCP – automatická konfigurace stanic pro komunikaci v sítích s TCP/IP
  - SNMP – správa a monitorování síťových prvků
- a další služby a protokoly (online hry, …)

### Sociální sítě
Sociální sítě se stávají novým komunikačním kanálem. Pomocí sociálních sítí se prostřednictvím internetu sdružují lidé, kteří by se jinak fyzicky nemohli setkat. V současné době (počátek 21. století) prožívají sociální sítě rychlý rozvoj, který je urychlován nově vznikajícími technologiemi (Web 2.0, blog a podobně). O popularitě sociálních sítí svědčí i fakt, že se do nich připojuje stále více uživatelů.[zdroj?] Účel sociálních sítí se různí, některé slouží ke sdílení informací a k zábavě, jiné pomáhají hledat práci, případně sdružují etnika nebo umělce. Známé sociální sítě jsou například:
- Facebook
- Twitter
- Discord
- Diaspora*
- WeChat
- YouTube
- LinkedIn
- Reddit
- Instagram
- Snapchat
- TikTok
- Trovo
- Twitch

### Obchod na internetu
Díky internetu se dynamicky od 90. let rozvíjel obchod i nákup zboží a služeb. První internetová horečka vyvrcholila roku 2001 po letech enormního šíření internetu. Po prasknutí této bubliny se obecně potenciál internetu v očích široké veřejnosti snížil, ovšem již od roku 2010 pravidelně rostl objem peněz, které se na internetu protočily. Od roku 2010 taky velmi dynamicky roste počet lidí, kteří pracují každodenně na internetu a vydělávají zde peníze. V roce 2020 při pandemii koronaviru se na internet začaly přesouvat i další služby a větší objem zboží. Rychlost rozvoje internetu se více než ztrojnásobila.[zdroj?]

## Způsoby připojení k internetu
Mezinárodní dálkové spoje dosahují v internetu velmi vysokých přenosových rychlostí, avšak tyto vysokorychlostní spoje nedosahují až ke koncovým uživatelům, kteří jsou k internetu připojeni prostřednictvím tzv. „poslední míle“. Samotné připojení uživatelů je realizováno různými technologiemi. Uživatelé se někdy spojují do skupin, aby ušetřili náklady nebo naopak dosáhli na dražší, ale rychlejší připojení. Zprostředkovatele připojení k internetu označujeme Internet service provider (ISP).
V současnosti existuje několik možností pro připojení počítače k internetu:
- telefonní linka (majitelem linky je telefonní operátor)
  - využívá se modem
  - dříve se používalo vytáčené připojení, později ISDN a dnes různé varianty DSL
  - někdy je linka vyhrazena pouze pro datové přenosy
- kabelová přípojka
- optická přípojka
- bezdrátová datová síť
  - satelitní síť
  - mobilní telefonní síť
  - Wi-Fi
- elektrická rozvodná síť
- jiné možnosti

O kvalitě připojení rozhoduje:
- agregace (tj. kolik uživatelů sdílí jednu linku)
- doba odezvy (dlouhé odezvy mohou mít negativní vliv např. při internetové telefonii)
- rychlost připojení poslední míle
- technologie použitá pro připojení „poslední míle“

### Česká republika
Československo se připojilo do světové počítačové sítě 7. ledna 1991. Stalo se tak z Ústavu výpočetní techniky MU (ÚVT), do sítě EARN. ČVUT Praha bylo k internetu připojeno dne 13. února 1992, kdy byla na ČVUT v Praze předvedena funkční zahraniční linka o rychlosti 9,6 kbit/s z města Linec.
V listopadu 2008 mělo připojení k internetu 32 % domácností a na jaře 2009 mělo přes 90 % domácích počítačů v ČR možnost připojit se k internetu. Nejrozšířenějším typem připojení v domácnostech bylo bezdrátové (36 %), nejčastěji realizované technologií Wi-Fi, následované pevnou telefonní linkou s ADSL (25 %) a kabelovou přípojkou (23 %). Připojení prostřednictvím mobilního telefonu vykázalo pouze 5 % a kdysi nejvyužívanější technologie dial-up (vytáčené připojení) zanedbatelná 2 %. Nejvíce počítačů bylo připojeno rychlostí 2 Mbit/s (20 %) a 4 Mbit/s (19 %), uživatelů s rychlostí do 1 Mbit/s bylo 36 %. 14 % uživatelů internetu si není vědomo, jakou rychlost připojení k internetu používají.
Rychlost připojení v domácnostech byla poskytovateli připojení k síti internet průběžně navyšována. V roce 2007 disponovalo rychlostí 2 Mbit/s a vyšší 36 % uživatelů, v září 2008 se tento podíl zvýšil již na 51 %. „Bezdrátovému připojení dávají přednost především lidé, pro které je nejdůležitějším parametrem cena, nikoliv rychlost připojení. Kromě toho existuje také poměrně velká skupina těch, kteří nemají a nechtějí v domácnosti pevnou linku a zároveň nemají možnost připojit se prostřednictvím kabelu. Tito lidé také obvykle volí poskytovatele bezdrátového připojení“, uvedl Michal Peca ze společnosti Factum Invenio.
Vládní strategie Digitální Česko počítala, že v roce 2013 bude ve městech minimálně 10 Mbit/s. To se ale nenaplnilo ani v roce 2015, jak ukazují reálné rychlosti připojení. Strategie Digitální Česko 2.0 a Evropská komise počítají s tím, že v roce 2020 bude všude dostupné minimálně připojení 30 Mbit/s.
V roce 2020 je podle Asociace provozovatelů sítí a služeb (APSS) v Česku zhruba 30 % domácností optické připojení.[zdroj?]

## Závislost
Podobně jako u jiných věcí, existuje i možnost závislosti na internetu. Studií a materiálu zpracovaného na toto téma je ovšem minimum a tato forma závislosti je často podceňována.